# Orang Laut
Orang Laut – lud malajski zamieszkujący przybrzeżne tereny Indonezji i Malezji, wokół Cieśniny Malakka. Stanowią małą grupę, brak dokładnych danych na temat populacji. Według danych z późnych lat 80. ich liczebność w indonezyjskim kabupatenie Kepulauan Riau wynosi blisko 2 tys.
Bywają rozpatrywani łącznie z Mokenami i Urak Lawoi’ (Urak Lawoik), a także Badżawami. Wraz z nimi należą do grupy tzw. Cyganów Morskich. Orang Laut zasłynęli jako handlarze i piraci.
Posługują się szeregiem języków (lub dialektów) z grupy malajskiej. Miejscowa sytuacja językowa nie została dobrze przebadana. Częsta jest wielojęzyczność. W użyciu są także oficjalne języki indonezyjski i malajski. Wiele osób Orang Laut zna również język teochew, ze względu na kontakty handlowe z ludnością chińską. Mają ograniczony dostęp do edukacji, znaczna ich część to osoby niepiśmienne.
Są odrębni etnicznie i językowo od Badżawów. Sama nazwa orang laut oznacza „ludzie morza” i bywa odnoszona do różnych grup etnicznych w Azji Południowo-Wschodniej. Takie samo znaczenie ma etnonim Urak Lawoi’, którym posługuje się jedna z grup zamieszkujących wyspy południowej Tajlandii. Czasem mianem Orang Laut określa się też Mokenów.